# Katedra św. Macartana w Clogher
Katedra świętego Macartana (ang. St Macartan's Cathedral) – jeden z dwóch kościołów katedralnych w diecezji Clogher (drugim jest katedra św. Macartina w Enniskillen) Kościoła Irlandii. Znajduje się we wsi Clogher w hrabstwie Tyrone, w Irlandii Północnej w prowincji kościelnej Armagh.
Obecny kościół został zbudowany w 1744 roku przez biskupa Johna Stearne'a według projektu architekta Jamesa Martina. Posiada wspaniałą kolekcję portretów biskupów i wysokiej jakości witraże. Przyjaciele katedry w Clogher mają duży wkład w utrzymywanie przez wiele lat wnętrza świątyni w doskonałym stanie.